# Lake Porkchop
Der Lake Porkchop (englisch für Schweinekotelettsee) ist ein See im ostantarktischen Viktorialand. In der Royal Society Range liegt er nahe der Mitte des Roaring Valley.
Seinen deskriptiven, an seine Form angelehnten Namen erhielt der See durch Teilnehmer einer von 1960 bis 1961 durchgeführten Kampagne der neuseeländischen Victoria University’s Antarctic Expeditions.